# Utetheisa cruentata
Utetheisa cruentata is een vlinder uit de familie spinneruilen (Erebidae), onderfamilie beervlinders (Arctiinae). De wetenschappelijke naam van de soort is voor het eerst geldig gepubliceerd in 1881 door Butler.
Deze nachtvlinder komt voor in tropisch Afrika.